# Manfredini (famiglia)
I Manfredini furono una famiglia nobile originaria di Ferrara e stabilitesi a Rovigo, attestata storicamente sin dal XIII secolo.

## Storia
L'origine della famiglia viene fatta risalire a "Manfredino", figlio di Alberto Turco di Rovigo a sua volta discendente dei Turchi, che l'8 settembre 1228 riceve l'investitura di un feudo "ad usum regni" dal marchese Azzo VII d'Este. 
Da sempre legati alla casa d'Este, furono signori di Concadirame.
Dal 1294 al 1352 ebbero ulteriori investiture di feudi nelle terre di Grompo, Rovigo e nel padovano ottenendo anche giurisdizioni fluviali nel Polesine.
Furono anche conti di Marrara nel 1412-1414 con Cristoforo Manfredini.
Ascritti al Consiglio dei Nobili e Regolatori di Rovigo  in vari anni.
Diplomati marchesi del Real Soglio di Polonia (titolo conferito nel 1683 dal re di Polonia Giovanni III Sobieski il 28 febbraio a Giovanni Battista Manfredini ed il 30 aprile dello stesso anno ai fratelli Filippo e Gaspare Manfredini).
Diplomati marchese dal duca di Modena e Reggio Francesco III d'Este il 12 giugno 1772, ai fratelli Antonio Maria e Lodovico Manfredini. In altre fonti il diploma risulta dato a Milano il 16 Febbraio 1769.
Un altro ramo ottenne il titolo di conte palatino lateranense il 23 luglio 1742 da papa Benedetto XIV.

## Membri illustri

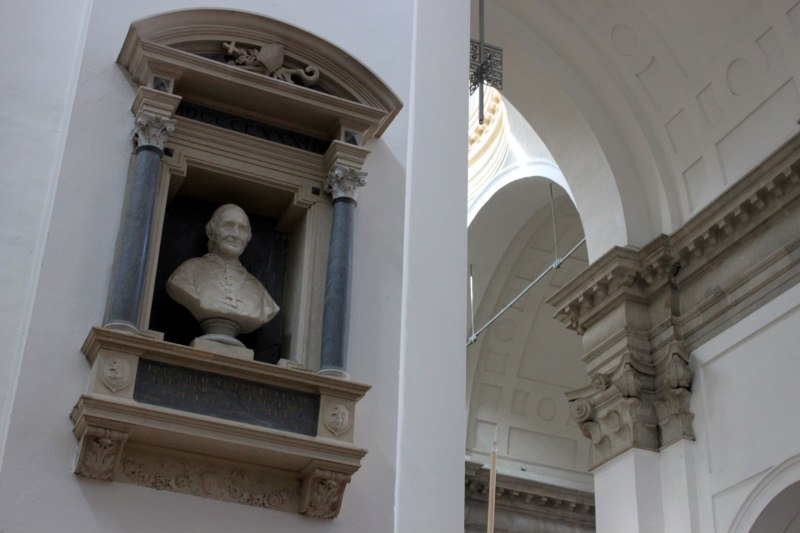
Monumento al vescovo Manfredini presso il duomo di Padova

- Federico Manfredini (1743-1829), primo ministro del Granducato di Toscana dal 1791 al 1796, gran maggiordomo e magnate d'Ungheria, maggiordomo maggiore del granduca di Toscana Ferdinando III
- Federico Manfredini (1743-1829), vescovo cattolico